# Armillaria fuscipes
Armillaria fuscipes är en svampart som beskrevs av Petch 1909. Armillaria fuscipes ingår i släktet Armillaria och familjen Physalacriaceae.   Inga underarter finns listade i Catalogue of Life.